# معرض تشيزنهال
معرض تشيزنهال هو معرض غير ربحي للفن المعاصر مقره في الطرف الشرقي من لندن.
تركز المنظمة على برنامج من المعارض، الفعاليات، العروض والمحادثات المفوضة.

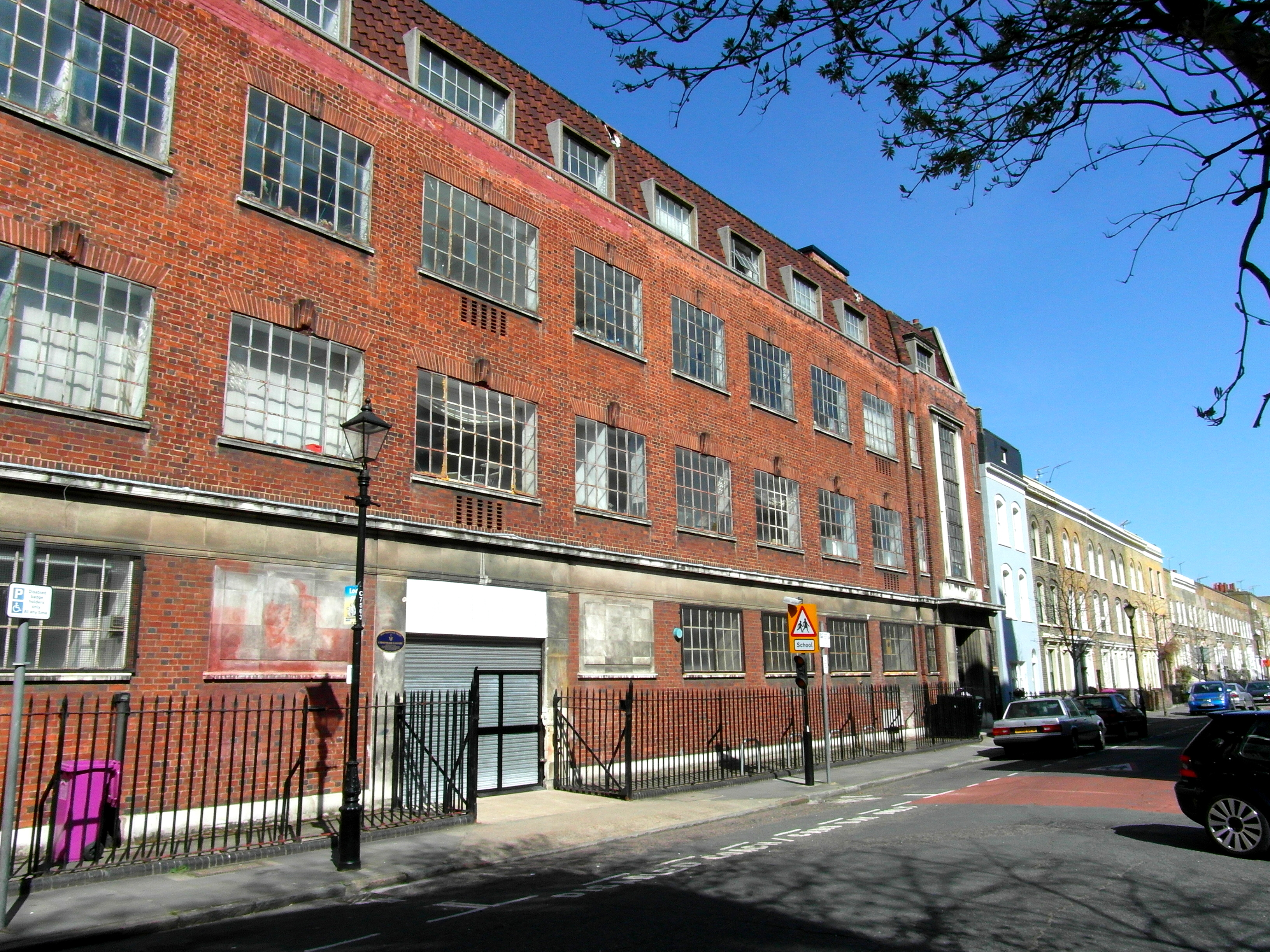
معرض تشيزنهال ، صندوق تشيزنهال للفنون ، لندن ، المملكة المتحدة

يحتل المعرض المستوى الأرضي من مصنع قشرة الثلاثينيات على طريق تشيزنهال الواقع في لندن بورو تاور هامليتس ، بالقرب من فيكتوريا بارك، والذي يقع في نفس المبنى وهما تشيزنهال آرت بليس ومساحة الرقص تشيزنهاال .
صالة العرض هي واحدة من منظمات المحافظ الوطنية لمجلس الفنون في إنجلترا .

## المعارض
من بين الفنانين الذين عرضوا في معرض تشيزنهال راشيل ويتيريد،  كورنيليا باركر ،  جيليان ويرنج ، سام تايلور وود ، فولفجانج تيلمانز ،  بول نوبل ، بيبيلوتي ريست ،  وتوماس هيرشورن . في العقد الماضي تحت إدارة بولي ستيبل، أنتج المعرض لجان فردية مع جيل جديد من الفنانين بمن فيهم فلوريان هيكر ، دنكان كامبل، ميلاني جيليجان ، هيتو ستيرل ، جانيس كيربل ، جوزفين برايد،  جيمس ريتشاردز ، كريستينا ماكي، ليندر، يادوم بواكي،  أماليا بيكا،  هيلين مارتين،  إد أتكينز ،  ماريانا كاستيلو ديبال،  براتشايا فينثونج،  جوردان ولفسون ، كاميل هنروت، سيلين كوندوريلي، إدوارد توماسون، إد فورنيليس، كاراج ثورينج، باتريك ستافيل، أحمد أوجوت، نيكولاس مانجان، جومانا مانا، بارك ماك آرثر، ماريا إيتشورن  ، يوري باتيسون، ميف برينان، لوك ويليس تومبسون  ، هانا بلاك  ، بول ماهيكي وبنو سينيت أوغلو  ولورانس أبو حمدان  وماندي الصايغ.

## الشبكات

### بلس تيت
تم إطلاق بلس تيت  في عام 2010 بهدف مشاركة المجموعات الفنية والخبرات مع معارض أخرى للمملكة المتحدة. يعد معرض تشيزنهال واحد من 34 شريكًا.

### كيفية العمل معًا
كيفية العمل معًا كان برنامج شراكة من لجان الفن المعاصر والمشاريع القائمة على البحث التي ابتكرها معرض تشيزنهال وصالة العرض و ستوديو فولتير بين 2013-2016. ويدعم المشروع برنامج منح كاتاليست آرتس التابع لمجلس الفنون في إنجلترا  بلومبرج وكوكايين جرانتس للفنون ومؤسسة جيروود الخيرية .